# Perník
Perník je sladké pečivo ochucené směsí koření, která typicky zahrnuje zázvor, skořici, hřebíček a muškátový oříšek, a která je slazeno medem, cukrem či melasou. Kdysi se připravoval také s použitím pepře, na což odkazuje české jméno, které je zjednodušením staršího peprník, stejně jako německé Pfefferkuchen. Připravuje se v různých tvarech a velikostech: jako buchta na plechu, v podobě malých sušenek, vykrajované do zvláštních tvarů nebo v různých speciálních úpravách. Kromě toho existuje ve tvrdé a měkké variantě a může být pokryt polevou nebo čokoládou.
Perník je v mnoha evropských zemích úzce spojen s Vánocemi, používá se například jako ozdoba vánočního stromku nebo se peče perníková chaloupka. Peče nebo pekl se ale také při příležitosti Velikonoc, křtin, narozenin, prvního školního dne, nebo před odchodem do povinné vojenské služby či na dlouhou cestu. Je také typickým sortimentem na trzích a zábavních poutích, perníkové srdce je tradičním dárkem mezi milenci.

## Dějiny

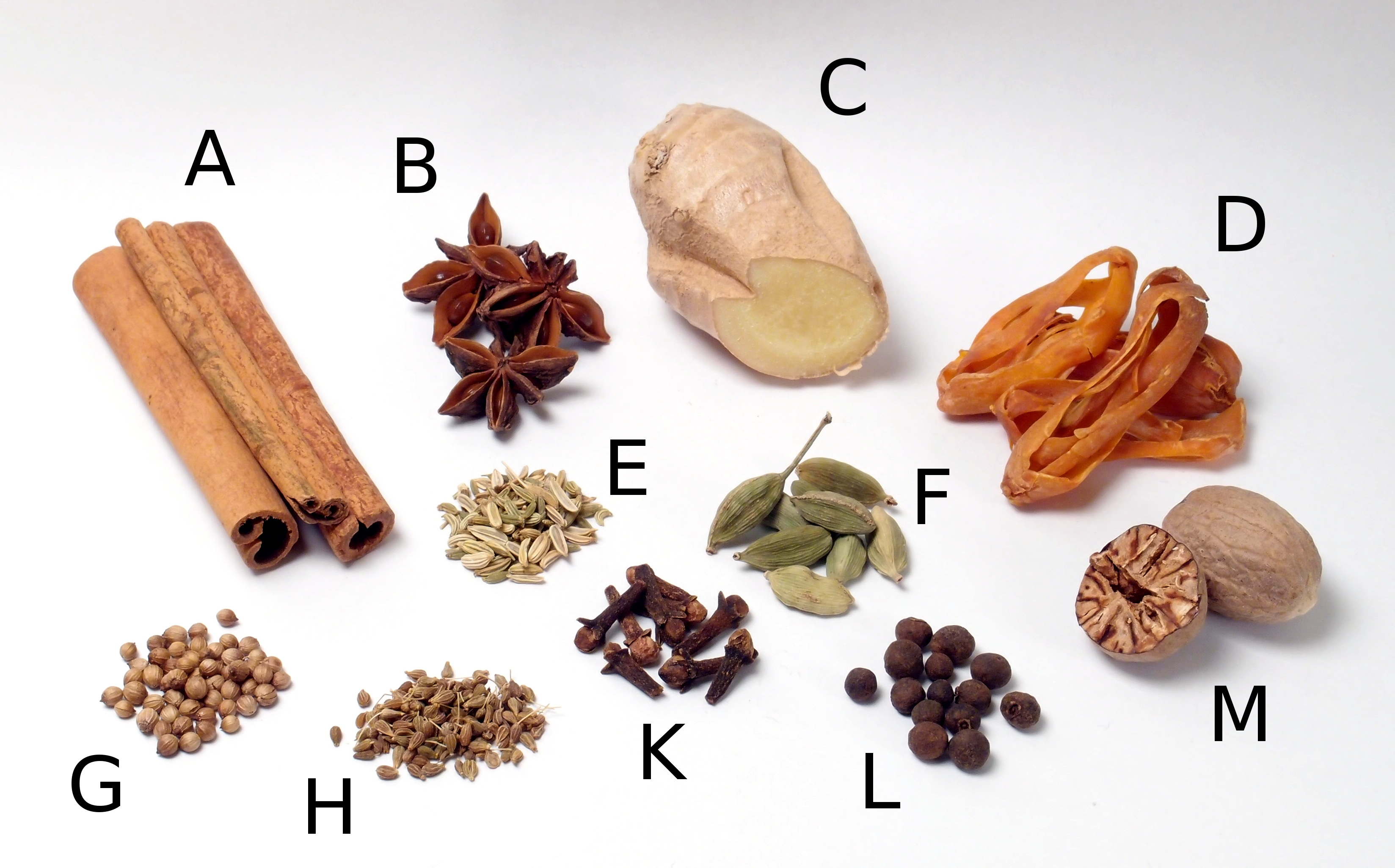
Perníkové koření: skořice (A), badyán (B), zázvor (C), muškátový květ (D), fenykl (E), kardamom (F), koriandr (G), anýz (H), hřebíček (K), nové koření (L) a muškátový oříšek (M)

Sladké pečivo ochucené medem a kořením je známo už ze starověké egyptské, řecké a římské kuchyně, ale současná podoba perníku vychází z evropských středověkých receptů. V severní Evropě byl široce dostupný med a během středověku se zvýšil import exotického koření, což umožnilo přípravu perníku. Nejdříve se pekl v klášterech, později v profesionálních ceších a nakonec se dostal i do soukromých domácností. Některá města se svým perníkem proslavila: Ormskirk, Grasmere a Edinburgh na Britských ostrovech;  Paříž, Štrasburk, Dijon a Remeš ve Francii; Dinant v Belgii; Norimberk, Cáchy, Ulm a Pulsnitz v Německu; Basilej a St. Gallen ve Švýcarsku; Toruń v Polsku; Praha a Pardubice v Česku; Pešť v Maďarsku; Tula a Goroděc v Rusku. V některých městech působily zvláštní cechy perníkářů a tento produkt začal být už v 15. a 16. století spojován s Vánocemi. S emigranty se perník dostal také mimo Evropu, do severní i jižní Ameriky, Austrálie a některých částí Afriky.
Nejstarší perníky se pekly ze žitné mouky s medem, byly ochuceny kořením, jako je skořice, hřebíček, muškátový oříšek, anýz, zázvor a pepř, a těsto se nechávalo po několik měsíců kvasit, aby bylo dosaženo specifické chutě a dlouhé trvanlivosti. Později se začali používat také přísady jako pšeničná mouka, vejce, máslo, chemická kypřidla; cukr a další sladidla; koření jako koriandr, kardamom, nové koření nebo šafrán; ořechy, sušené ovoce, citrusová kůra, růžová voda, rum, mléko, lékořice a další. V 19. století počala masová výroba formiček na perník a podoba výsledného produktu se následně stala prostší, než byly propracované výrobky raného novověku.

## Česko
Nejstarší zpráva o perníku v Česku pochází z roku 1335 a uvádí, že se prodával o vánočních svátcích v Turnově. Pekaři specializování na perník a vánočku se nazývali caletníci nebo artopiperisté. Přestože patřil mezi sváteční pečivo, které se normálně peklo z pšeničné mouky, tak se většinou pekl ze žitné mouky. Jako koření se používala skořice, hřebíček, fenykl, anýz, badyán, kardamom a koriandr. Perníky se lišily i svým obsahem; bílý, považovaný za nejkvalitnější, se pekl s medem, červený s kombinací medu a syrobu, černý jen se syrobem. Za pomoci dřevěných forem byl perník tvarován do rozličných tvarů, například zvířat, kočárů, lidských figur, náboženských postavy, jako je Matka Boží nebo například do tvaru čerta. Oblíbená byla také perníková srdce a písmena. Proslavený byl především perník pardubický, ale také modlitbičky z Miletína v Podkrkonoší a „tatarské uši“ ze Štramberka v Podbeskydí. Recept na pardubický perník pocházel původně z Hradce Králové, ale ten tehdejší majitel Pardubic Vilém II. z Pernštejna koupil. Strouhaný perník se používal na oslazení pokrmů, podobně jako pracharanda nebo sušená mrkev, nebo se jím plnily martinské rohlíčky.

## Německo

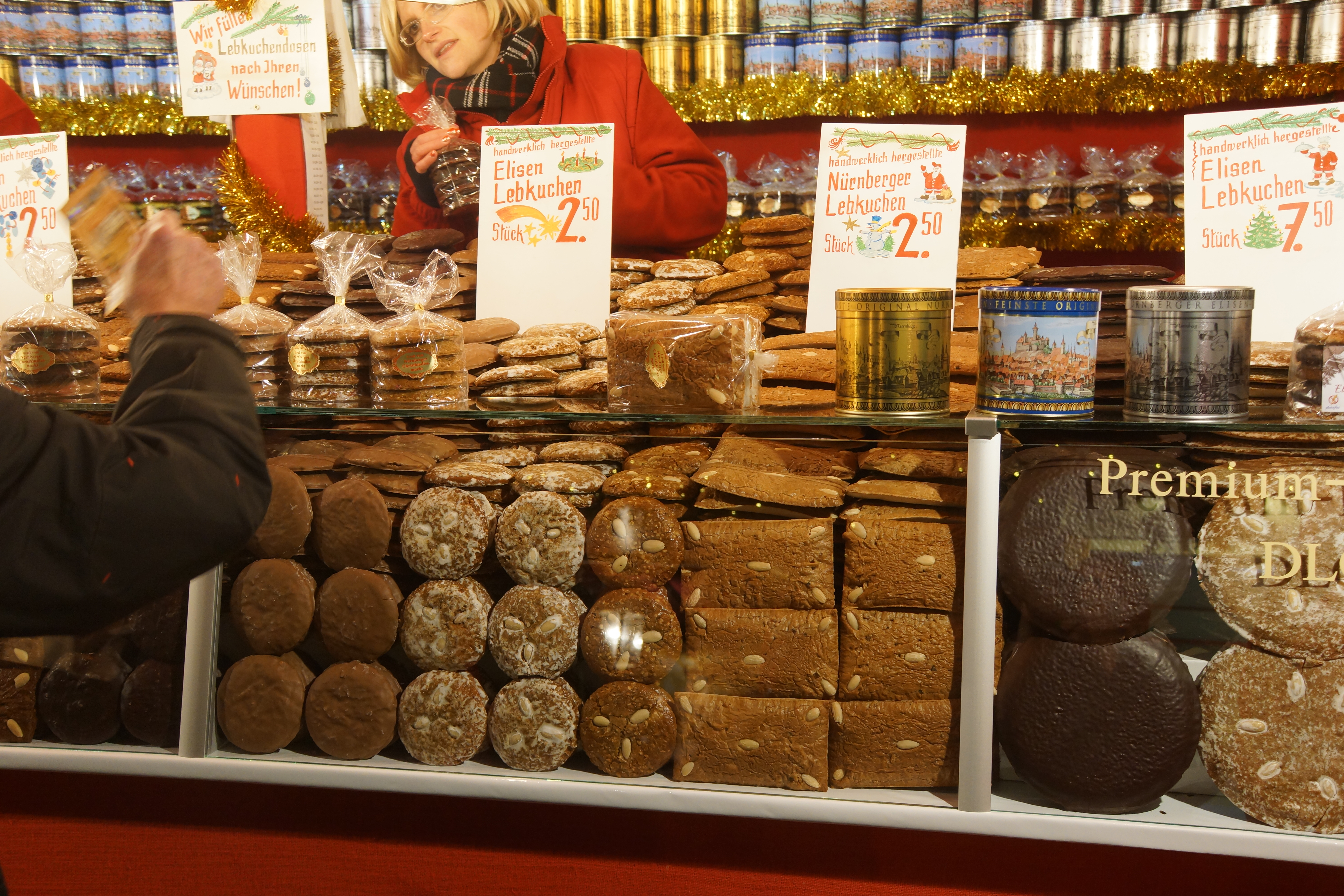
Perník na vánočním trhu v Norimberku

V Německu se perník nazývá Lebkuchen, a jeho výrobou se proslavil především Norimberk, kde obsahoval tak drahé ingredience a dosahoval takové kvality, že se používal k placení daní. Zlacené perníky se používaly jako dary pro vladaře a šlechtu. Perníky mohli mít až metr v průměru a mohly na nich být vyvedeny figury příslušníků šlechty, náboženské postavy nebo erby. V 19. století se také objevila perníková chaloupka a perníková srdce.
Německý perník se peče v mnoha tvarech, typické je například kolo, srdce, preclík, svatý Mikuláš, novoroční prasátko nebo velikonoční zajíc. Může být světlejší nebo tmavší, s cukrovou nebo čokoládovou polevou, plněný marcipánem nebo džemem a zdobený mandlemi. Jako Oblaten Lebkuchen se označují perníky s tenkou oplatkou na vrchu, zvláštní varianta téhož je Elisen Lebkuchen zdobená drcenými ořechy. Mezi synonyma, speciální perníky či podobné pečivo patří Pfefferkuchen,, Printen, Honigkuchen nebo švýcarský Leckerli, Biberli a Tirggel, a porýnský Spekulatius.

## Spojené království
Na Britských ostrovech je perník doložen od 14. století, nejdříve pečený ze strouhaného chleba, mandlí, medu či cukru a zázvoru. Původně se jednalo o pokrm vyšších vrstev, ale později se rozšířil mezi prostý lid, typické byly především pro trhy a zábavné poutě. Podle jedné pověsti měla královna Alžběta v oblibě zlacené perníky v podobě svých nápadníků, dvořanů a hostů; královna Viktorie zase popularizovala toto pečivo jako vánoční tradici. Věřilo se, že perníkové figurky v podobě lidských postav se mohou používat k milostné nebo záškodné magii.

## Další

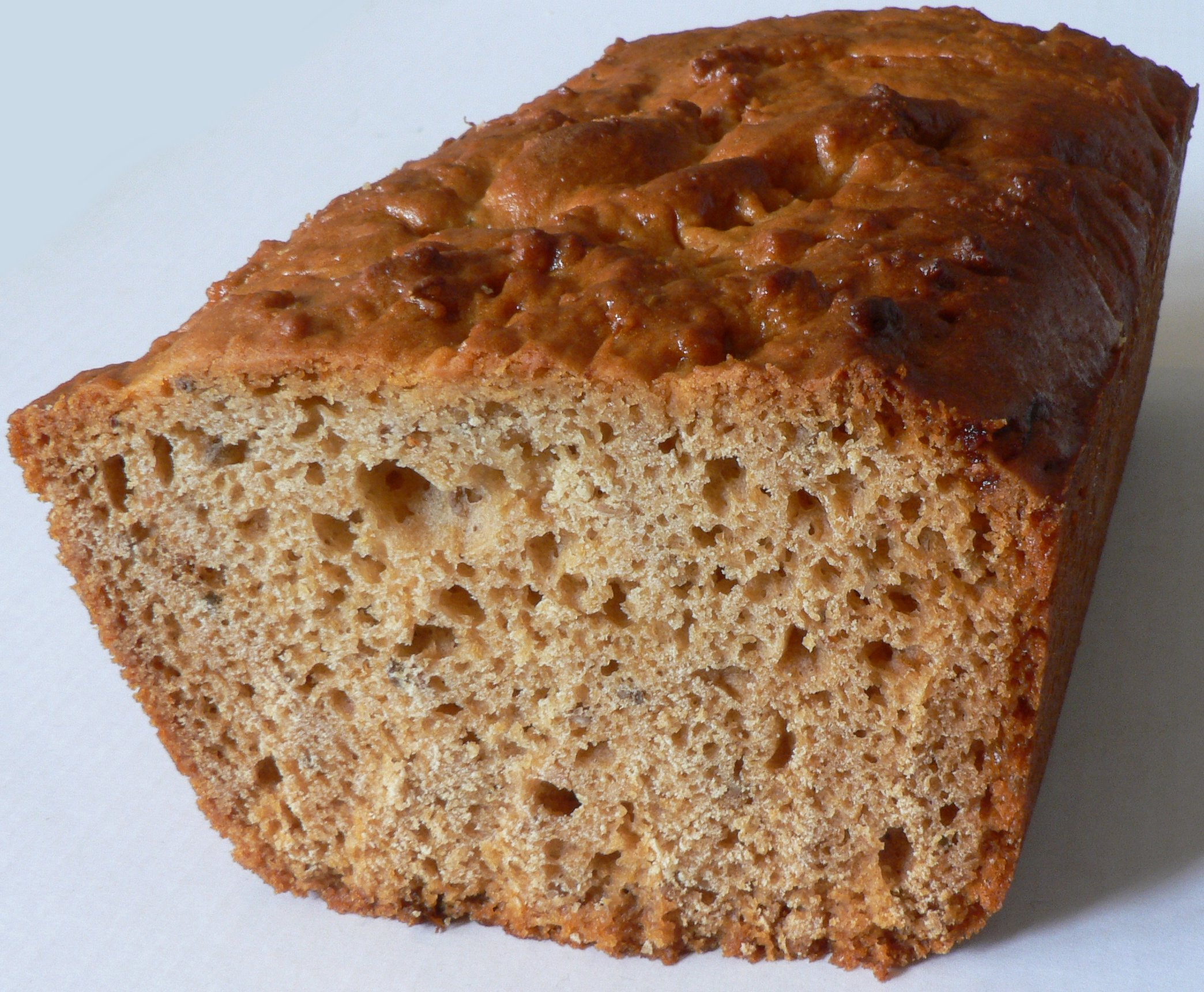
Francouzský pain d'épices

- V severských zemích se peče perník v podobě sušenek různých tvarů, které se nazývají pepperkaker (norsky), pepparkakor (švédsky), piperkakut (finsky) nebo pebernǿdder (dánsky). V dalším výrazům patří  norské sirupssnipper a spekulasjer, a dánské brunekager. V norském Bergenu se od roku 1991 každoročně staví Pepperkakebyen (Perníkové město) z více než dvou tisíc budov.[1][7]
- V Nizozemsku se pečou perníčky speculaas, v Belgii speculoos.[1]
- Ve Francii se peče pain d'épices, „kořeněný chléb“.[1]
- Severní Chorvatsko je známo perníkem zvaným licitar, který je ve tvaru tradičním svatebním a valentýnským dárkem. Licitar je zařazen na seznam nehmotného kulturního dědictví UNESCO.[1][8]

## Galerie

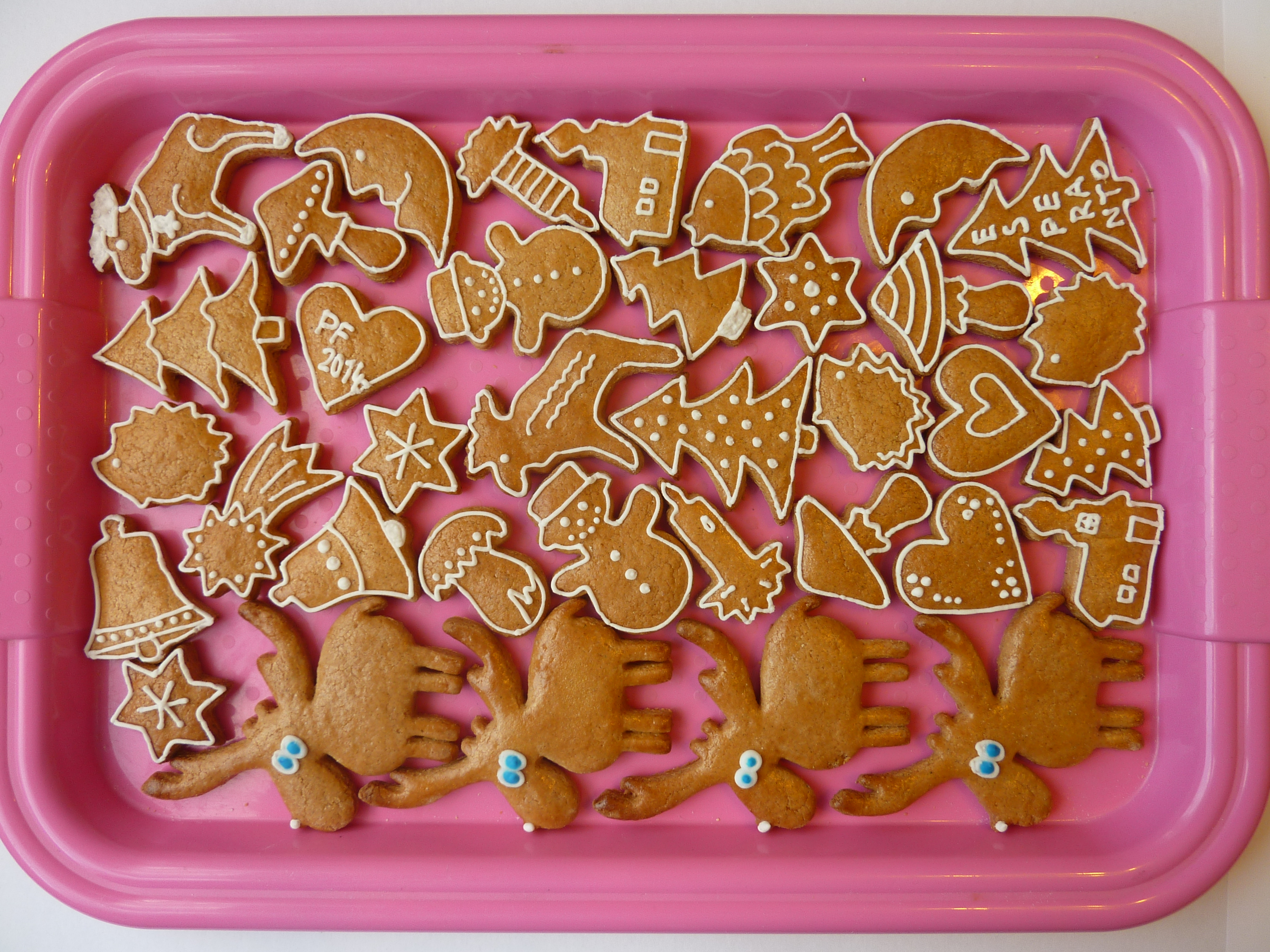
Ozdobené vánoční perníčky
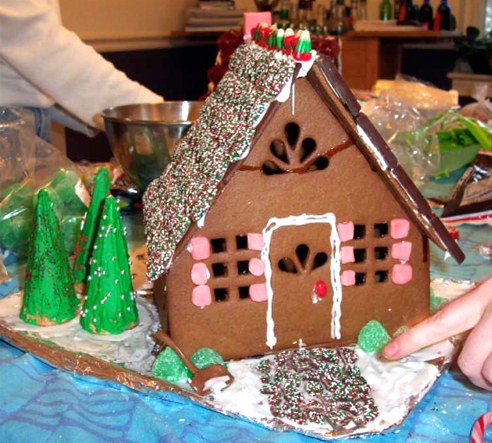
Perníková chaloupka
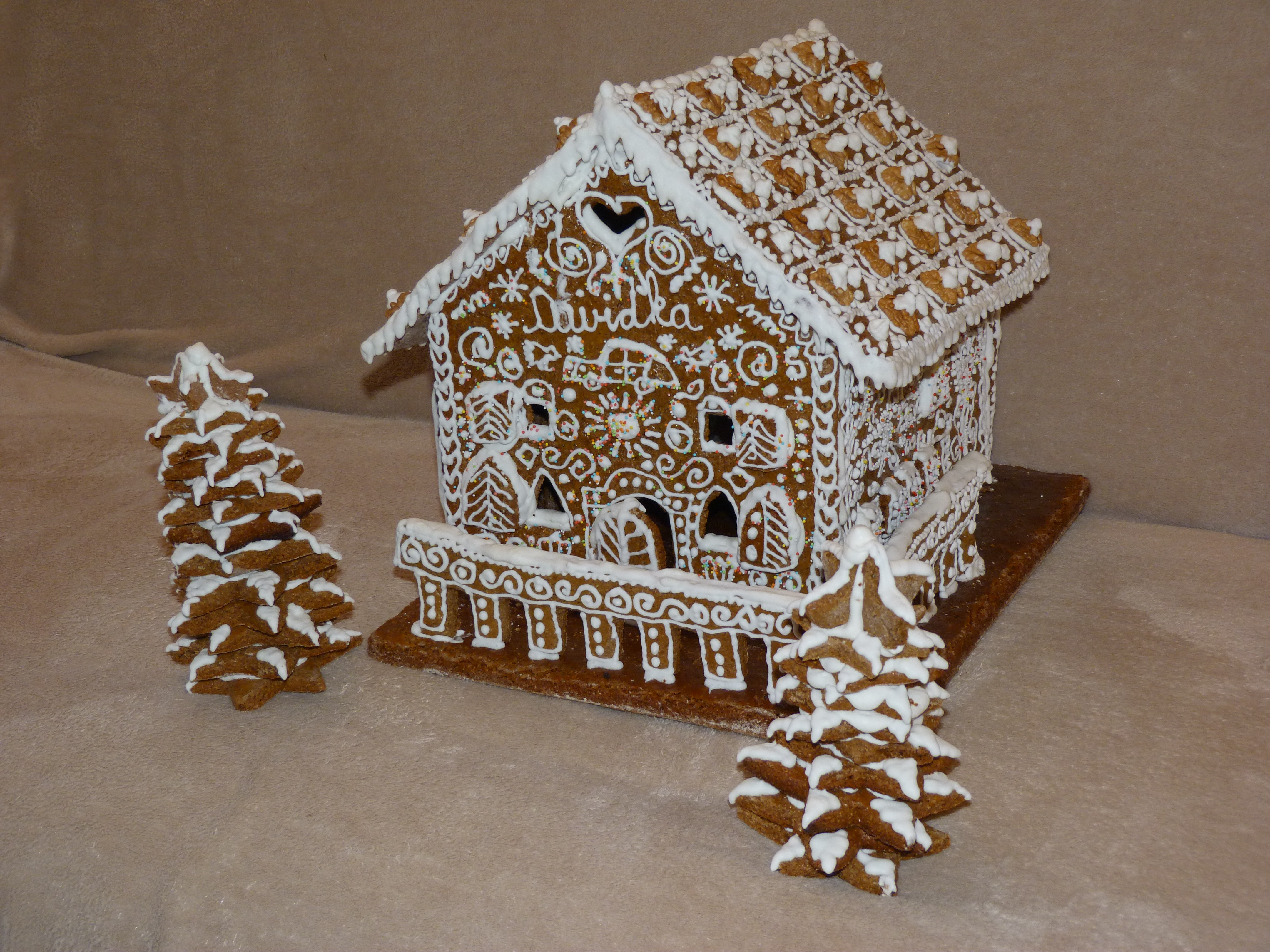
Perníková chaloupka
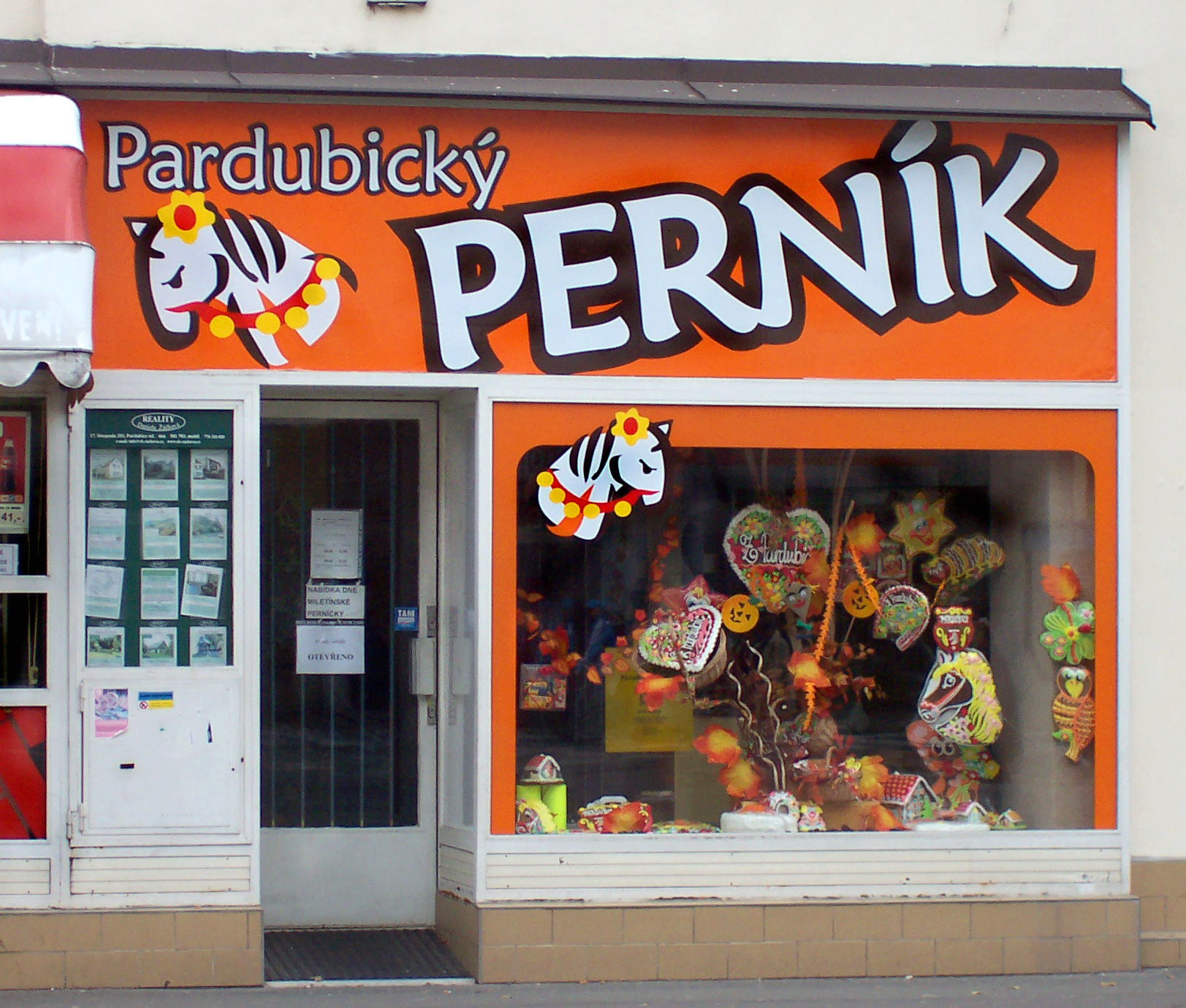
Prodejna perníku ve městě perníku – Pardubicích